# 钱昆 (明朝)
钱昆，南直隶常熟县人，明朝地方官员。
成化七年（1471年）辛卯科举人出身。弘治六年（1493年），担任福建永安县知县，由刘锦接任。